# Quartu Sant'Elena
Quartu Sant'Elena (tiếng Sardegna: Cuartu Santa Alèni) là một thành phố ở tỉnh Cagliari, Sardinia, Italia. Đây là thành phố lớn thứ 3 ở Sardinia với dân số 68.040 người và diện tích là 96,28 km².

## Người nổi tiếng từ Quartu Sant'Elena
- Virgilio Angioni
- Giovanni Cogoni
- Graziano Milia
- Pago
- Giorgia Palmas
- Andrea Parodi
- Eligio Porcu
- Melissa Satta
- Antonio Vacca